# Shimane Maru
El Shimane Maru fue un portaaviones de escolta operado por el Ejército Imperial Japonés durante la Segunda Guerra Mundial, que no llegó a ser empleado en combate debido la escasez de aviones, pilotos y combustible en los últimos meses de la guerra. 

## Construcción
Originalmente se trataba de un petrolero del tipo 1LT, pero tras ser requisado por el Ejército antes de su conclusión, experimentó una serie de modificaciones. Se modificaron sus bodegas para convertirlas en un hangar y se le añadió una cubierta de vuelo de 155 por 29 metros, dotada de un ascensor en el tercio de proa. Nada obstaculizaba las operaciones aéreas, debido a la inexistencia de puente y la canalización de la chimenea por la banda de estribor, desembocando casi a popa.

## Historial operativo
Sin poder desempeñar su labor de portaaviones, y mientras se estudiaba su reconversión o empleo en labores de transporte, resultó hundido en aguas poco profundas el 24 de julio de 1945 cerca de Golfe de Shido, Prefectura de Kagawa en la posición 34°20′10″N 134°10′15″E / 34.33611, 134.17083, por un ataque aéreo de aparatos de la Task Force 38. El pecio fue trasladado y desguazado en Naniwa en 1948.